# Рольф Андреассен
Рольф Андреассен (норв. Rolf Andreassen, 3 квітня 1949) — норвезький академічний веслувальник.
Срібний призер Олімпійських Ігор 1976 року в складі розпашної четвірки без стернового, учасник 1972 року.
Бронзовий призер Чемпіонату Європи 1973 року в складі розпашної четвірки без стернового.